# 9.º Congresso Nacional do Partido Comunista da China

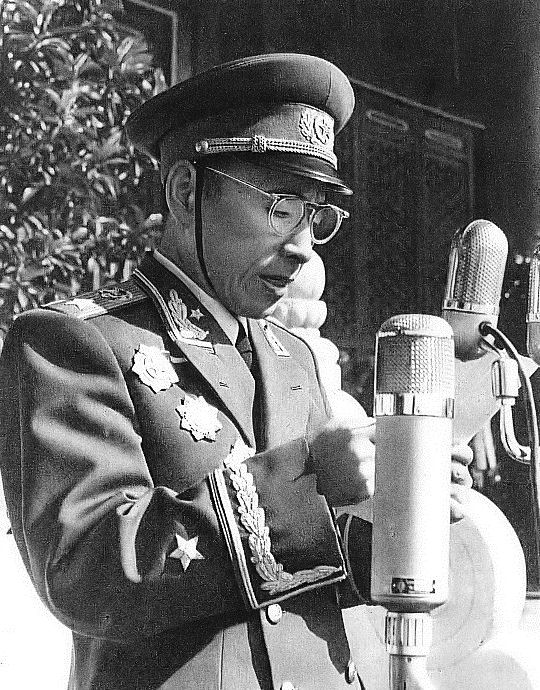
O 9º Congresso foi responsável por elevar Lin Biao ao status de sucessor de Mao Zedong. Na foto, Lin Biao em 1959.

O Nono Congresso Nacional do Partido Comunista da China foi um importante congresso realizado pelo Partido Comunista durante o auge da Grande Revolução Cultural Proletária. Ocorreu em Pequim, no Grande Salão do Povo, entre 1 e 24 de abril de 1969. O congresso elegeu o 9º Comitê Central do Partido Comunista da China. Foi também responsável por ratificar formalmente o expurgo político de Liu Shaoqi e Deng Xiaoping e elevar os aliados mais radicais do Presidente Mao, como Jiang Qing, ao poder.

## Discussão
Lin Biao foi responsável por apresentar o relatório político no congresso. O relatório enalteceu a teoria da "revolução contínua sob a ditadura do proletariado", isto é, o fato de que a burguesia continuava a tentar a restauração capitalista depois de ter sido derrubada do poder, e que, desse modo, tais tentativas devem ser preventivamente eliminadas. O discurso principal de Lin foi fortemente aplaudido pelos delegados e frequentemente interrompido por rodadas de cantos de slogans revolucionários. O Congresso classificou Liu Shaoqi como a "exemplificação da burguesia".
No Congresso, a ideologia da "revolução contínua" de Mao foi escrita na Constituição do Partido e Lin Biao foi nomeado "o camarada de armas e sucessor do Presidente Mao".
1.512 delegados participaram do congresso, embora não fossem todos membros do Partido. Um número significativo representava os grupos da Guarda Vermelha, e houve um aumento significativo no tamanho da delegação do Exército de Libertação Popular, muitos deles leais a Lin Biao.
O Secretariado Central e a Comissão de Controle Central  (a predecessora da Comissão Central de Inspeção Disciplinar) foram ambos abolidos neste congresso.
Depois que Deng Xiaoping assumiu o poder em 1978, o Congresso foi considerado "incorreto ideologicamente, politicamente e organizacionalmente. As orientações do congresso estavam, no todo, erradas".
Parte da estátua Vida Longa à Vitória do Pensamento Mao Zedong inclui um grupo de soldados e civis propagando as decisões do 9º Congresso Nacional.

## Eleitos
O Congresso elegeu 170 membros titulares e 109 membros suplentes para o 9º Comitê Central.  Deste total de membros integrais e suplentes, apenas 53 faziam parte do 8º Comitê Central. A significante renovação (cerca de 82%) no alto escalão do partido demonstrou até que ponto o establishment do partido havia sido 'purificado' durante os anos precedentes da Revolução Cultural.

Na Primeira Sessão Plenária do 9º Congresso, Mao Zedong foi eleito presidente do Comitê Central e Lin Biao vice-presidente. Os membros do Comitê Permanente do Politburo eram Mao Zedong, Lin Biao, Chen Boda, Zhou Enlai e Kang Sheng.